# Frémécourt
Frémécourt ist eine französische Gemeinde mit 535 Einwohnern (Stand 1. Januar 2022) im Département Val-d’Oise der Region Île-de-France; sie gehört zum Arrondissement Pontoise und zum Kanton Pontoise. Die Einwohner nennen sich Frémécourtois bzw. Frémécourtoises.

## Geografie
Die Gemeinde Frémécourt befindet sich 37 Kilometer nördlich von Paris. Sie liegt im Regionalen Naturpark Vexin français.
Nachbargemeinden von Frémécourt sind Santeuil im Nordwesten, Marines im Norden, Bréançon im Nordosten, Cormeilles-en-Vexin im Südosten sowie Ableiges im Süden.

## Geschichte
Vorgeschichtliche und gallo-römische Funde bezeugen eine frühe Besiedlung des Ortes.
Die erste schriftliche Nennung des Ortes ist für 1227 überliefert, als der Seigneur von Frémécourt der Abtei Saint-Denis seine Besitzungen im Ort überließ. Die Abtei blieb bis Französischen Revolution im Besitz der Grundherrschaft. 1790 wurde das Dorf Artimont in Frémécourt eingemeindet.

## Bevölkerungsentwicklung
| Jahr      | 1962 | 1968 | 1975 | 1982 | 1990 | 1999 | 2006 |
| Einwohner | 200  | 232  | 244  | 293  | 398  | 464  | 539  |

## Sehenswürdigkeiten
- Kirche Notre-Dame-de-l’Assomption, erbaut ab dem 12. Jahrhundert, mit gotischem Taufbecken (Monument historique)[1]